# Île Dunbar
L'île Dunbar (en anglais Dunbar Island) est une des îles Malouines (Falkland Islands).